# Volkswagen Argentina
Die Volkswagen Argentina S.A. ist eine Tochterfirma der Volkswagen AG und verfügt über Standorte in den Städten Córdoba und General Pacheco. Insgesamt beschäftigt das Unternehmen rund 7.000 Mitarbeiter. Zum Volkswagenkonzern gehört außerdem ein Werk der Scania AB in Tucumán, in dem 649 Mitarbeiter Lastwagen fertigen. Volkswagen ist seit 1980 mit Produktionsstandorten in Argentinien vertreten. Im Jahr 2010 lieferte man insgesamt 135.600 Fahrzeuge aus. Gefertigt werden die Modelle Suran und Amarok, außerdem Motoren und Getriebe.

## Geschichte
Beide Werke wurden von Volkswagen im Jahr 1980 eröffnet. Aus wirtschaftlichen Gründen wurde 1987 die Produktion mit der von Ford in Argentinien und Brasilien im Autolatina-Joint Venture  zusammengelegt. Als sich bis zum Jahr 1995 die wirtschaftliche Situation deutlich verbesserte, gründete Volkswagen seine Werke neu und nahm im selben Jahr ein neues Werk in General Pacheco und 2001 ein neues Werk in Córdoba in Betrieb.
Seit 2011 unterhält das Unternehmen mit dem Ferdinand Porsche Institut einen eigenen Lehrstuhl an der Nationalen Technischen Universität in Pacheco.
Von 2000 bis 2012 war der ehemalige österreichische Bundeskanzler Viktor Klima Präsident von Volkswagen Argentina.
Im Jahr 2019 erreichte Volkswagen Argentina 16 aufeinanderfolgende Jahre als meistverkaufter Fahrzeughersteller Argentiniens mit 1,5 Millionen hergestellten Fahrzeugen und 14 Millionen hergestellten Getrieben in Córdoba. Alle hergestellten Getriebe sind jedoch nur für den Export bestimmt. Bis Mitte 2020 wurden insgesamt 568.000 Amarok produziert, die in über 35 Länder weltweit exportiert wurden.
Mit einer Investition von 650 Millionen US-Dollar und dem Produktionsstart im April 2021 wurde der VW-Tharu der erste Crossover-SUV, der von VW Argentina hergestellt wurde.

## Modellübersicht
1: Pkw-Modell aus lokaler Montage via CKD-Bausätzen oder gar vollständige Produktion

2: Importmodell aus Brasilien

3: Importmodell aus Mexiko

4: Importmodell aus Deutschland

5: Importmodell aus Portugal